# Ibrahim Mohammed
Ibrahim Mohammed, d'origine irakienne, est un terroriste islamiste, responsable d'un groupe djihadiste en Allemagne, démantelé le 23 janvier 2005, par les services antiterroristes allemands. 
Ce réseau a tenté, en décembre 2004, d'assassiner Iyad Allaoui, le premier ministre irakien en visite à Berlin. 
Lors de l'enquête, les enquêteurs ont découvert qu'il était sur le point de passer un marché secret pour acheter de l'uranium enrichi au Luxembourg. L'enquête a montré que cette transaction était financée grâce à une arnaque à l'assurance-vie montée par Ibrahim Mohammed et un complice libyen d'origine palestinienne. L'épouse du Palestinien s'apprêtait à toucher 830 000 euros, après avoir fourni aux banques un faux acte de décès attestant que son époux avait disparu, quelques mois auparavant, dans un accident de voiture en Égypte.
Lors de l'enquête il est aussi apparu que ce groupe envisageait des attentats à la « bombe sale » dans le but de tuer un maximum de personnes.